# 戸別訪問
戸別訪問（こべつほうもん）とは、一軒ずつ訪ねて回ること。

## 選挙

### 概説
日本の公職選挙法では家ごとに訪問して選挙の投票を依頼することや、演説会や候補者の氏名の宣伝をすることは、同法第138条第1項、第2項で禁止されている（罰則は239条第1項3号、1年以下の禁錮又は30万円以下の罰金）。

### 趣旨
公職選挙における戸別訪問が禁止されている理由は買収や利益誘導などの不正行為を招きやすいためと説明される。しかし、戸別訪問は有権者が直接政策を知り、深める手段として有効であり、なおかつ街頭演説に比べ音量が小さく住民の気分を害しにくいという利点も指摘されている。また、戸別訪問規制は選挙運動の複雑化や負担の増大化になり、少数党派や新党の政界進出を阻んでいると指摘する意見もある。
選挙における戸別訪問への規制が行われている国は、日本と大韓民国（日本に統治されていた名残）が知られている。日本における戸別訪問の禁止規定は1925年制定の普通選挙法に遡るものであり、第二次世界大戦の終了の直後に一時規制が緩和されたこともあるが、1952年の改正により全面禁止が復活し、現在に到っている。1993年の細川内閣以降何度か解禁の論議が出ているが、解禁実現には至っていない。

### 判例・裁判例
選挙における戸別訪問の禁止は憲法で保障された表現の自由に違反するのではないかとして、過去において裁判で何回か争いになっている。
下級裁判所では違憲判決が出ているものの、最高裁では一貫して合憲判決を出している（昭和56年7月21日第三小法廷刑集35巻5号568頁など）。

## その他の戸別訪問
- 東京都特別区で行われていた区長準公選条例に基づく区長準公選制や中野区教育委員会準公選条例に基づく教育委員準公選制では、戸別訪問制限は無かった。
- 訪問販売や、高齢者や歩行困難な者に対する行政サービスの用語として戸別訪問という用語が用いられる。近年においては国民年金の年金未納者対策の一つとして戸別訪問という用語が用いられている。
- 宗教団体が布教活動の一環として戸別訪問の手法を用いることもある。エホバの証人などが有名。

## 関連書籍
- 吉田善明『戸別訪問の禁止』（芦部信喜・高橋和之・長谷部恭男編『憲法判例百選II（第4版）』348頁所収）

- 佐藤令 丸本友哉『我が国の選挙運動規制の起源と沿革』（レファレンス　平成 22 年 11 月号）https://dl.ndl.go.jp/info:ndljp/pid/3050306